# Афро-римляне
Афро́-ри́мляне, можно также африканские римляне или римляне Африки (лат. Afri; араб. الأفارقة‎ Afariqa) — народ, некогда проживавший в северо-западной Африке на территории римских провинций Африка, Мавретания Цезарейская, Мавретания Тингитанская. Сформировался в результате прогрессивной ассимиляции (античной романизации) туземного населения — пунийцев и берберов римлянами. Приняв римскую культуру, они говорили на собственной разновидности латыни, пока этот язык постепенно не вышел из употребления вследствие арабско-мусульманского правления появившегося после арабского завоевания Северной Африки в VII веке.
Афро-римляне жили во всех прибрежных городах современного Туниса, западной Ливии, северного Алжира и Марокко, хотя и в более ограниченном количестве, в основном концентрируясь в прибрежных районах и крупных городах. Область между восточным Алжиром и западной Ливией стала известна под арабским владычеством как Ифрикия (арабизированная версия названия римской провинции Африки).

## История

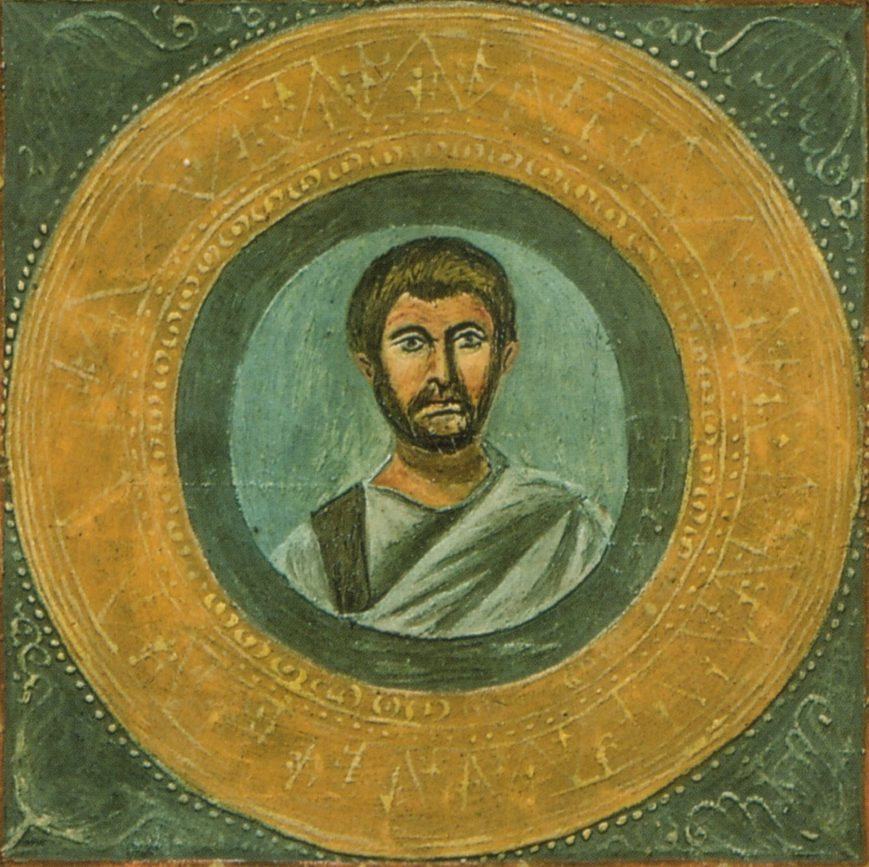
Портрет уроженца Карфагена — поэта Теренция, Ватиканский кодекс 3868.

Африка была одной из самых богатых областей империи (соперничая в этом отношении с Египтом, Сирией и Италией) и привлекала иммигрантов из других частей империи. Многие ветераны римской армии селились в северо-западной Африке на землях, обещанных им за военную службу.
Несмотря на это, римское военное присутствие в северо-западной Африке было относительно небольшим и насчитывало около 28 000 солдат и вспомогательных войск в Нумидии. Начиная со II века нашей эры, эти гарнизоны были укомплектованы в основном местными жителями. Имперские силы безопасности стали набираться из местного населения, в том числе из берберов. Значительное латиноязычное население развивалось благодаря многонациональному местному населению, живя в северо-западной Африке с теми, кто говорил на пуническом и берберских языках.
Афро-римляне сначала приняли римский пантеон (ещё во времена Римской республики), но затем в числе первых приняли христианство. Именно из Северной Африки происходили такие крупные фигуры раннего христианства, как Киприан и Августин. В отличие от так называемых мавров, которые в основном населяли самую западную часть северо-западной Африки и были романизированы лишь поверхностно, афро-римляне носили латинские имена (напр., Септимий Север, Аврелий Августин).

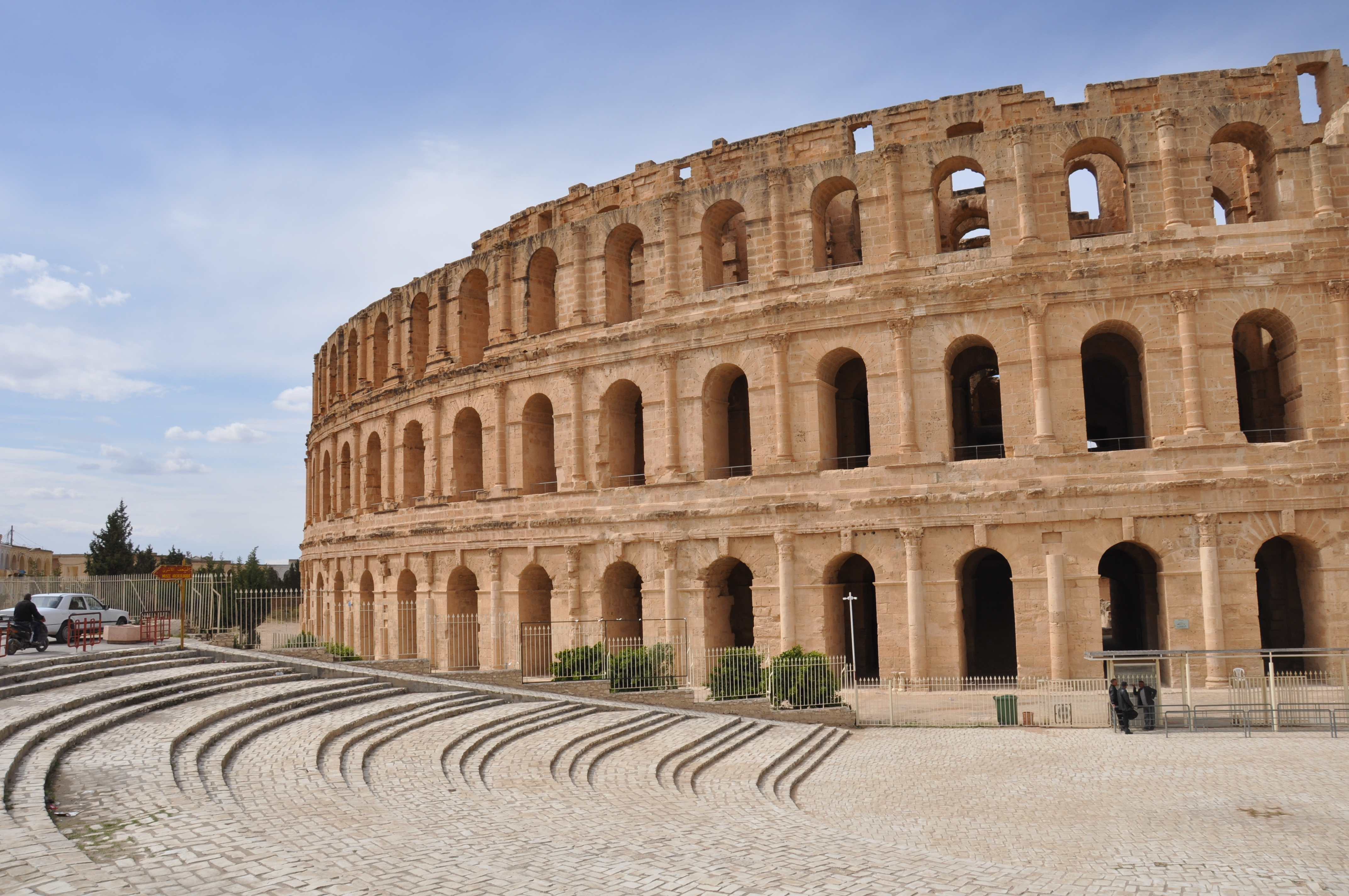
Амфитеатр в Эль-Джеме.

К закату Западной Римской империи почти вся провинция Африка была полностью романизирована, по мнению Теодора Моммзена в его работе «Провинции Римской империи». Афро-римляне пользовались высоким уровнем благосостояния. Такое процветание (и романизация) частично коснулось даже населения, жившего за пределами римских лимес (главным образом гарамантов и гетулов).
Афро-римляне сохранили свой язык, а также никейское христианство под владычеством вандалов, римской реставрацией и после исламского завоевания, когда они стали изгоняться или уничтожаться, а оставшиеся постепенно переходили в ислам вплоть до исчезновения христианства в Магрибе в XII веке при непосредственном участии Альмохадов, хотя имеются доказательства того, что они, возможно как и местное христианство, сохранились до XIV века, а возможно, даже и до XV века или ещё того позже в некоторых внутренних районах. Африканская латынь составила значительный субстрат современных разновидностей берберских языков и магрибского арабского языка.
Мусульманские завоеватели действительно выделили в VII веке три различные категории населения в северо-западной Африке: иностранное население из Рума (Восточной Римской империи), в основном составляющее военную и административную элиту, которая в основном говорила по-гречески (из Бизацены); Afāriqah: афро-римляне, местная латиноязычная община, в основном сосредоточенная в городах; и, наконец, варвары (араб. بربر‎): то есть берберы, населявшие большую часть сельской местности.
Во время завоевания в городах, вероятно, говорили на латыни, а также на берберских языках. Неясно, как долго на местной латыни продолжали говорить, но её влияние на северо-западный африканский арабский язык (особенно на язык северо-западного Марокко) указывает на то, что она, должно быть, имела значительное присутствие в первые годы после арабского завоевания. Первым тревожным звонком для дальнейшего будущего этого народа стала довольно массовая эмиграция романоязычных христиан (в основном горожан и священников) из Африки в Европу после падения византийского Карфагена под натиском арабов в 698 году свидетельствует ряд писем той эпохи, например от римского папы Григория II (715—731) Св. Бонифацию. Эмиграция христианских священников из Африки была особенно массовой вплоть до VIII века включительно и доходила даже до Германии. Происходил непрерывный исход жителей портов, городов и деревень на Сицилию, Сардинию, в Испанию и Италию, как пишет Артур Пелегрин «христиане, которые боялись попасть под власть мусульманских завоевателей предпочитали отказаться от своей Родины и своих владений». Историк византиист Шарль Диль также отмечал, что после падения Карфагена «у части населения было время бежать и искать убежище на близлежащих островах средиземноморского побережья, на Сицилии и во владениях, которые империя всё ещё сохраняла на западе Европы», далее он добавил, что «около 717 года халиф Умар ибн Абдул-Азиз лишил христиан их привилегий; они продолжили своё бегство и покидали страну. Многие эмигрировали в Италию, в Галлию, в глубь Германии; многие перешли в ислам».
Однако латинское христианство на какое-то время всё же пережило мусульманское завоевание, и хотя этот исход был массовым, он, однако, не был полным, и именно этот факт заставляет говорить о выживании христиан в Магрибе: удивительно то, что христиане, внезапно «уничтоженные» и лишённые любой церковной поддержки, смогли выжить в некоторых отдалённых районах в течение более пяти веков. Мало того, на территории бывшего Карфагенского экзархата, в особенности на территории нынешнего Туниса и северо-восточного Алжира, афро-римляне продолжали составлять уверенное большинство до конца IX века.
Африканская латынь была засвидетельствована в Габесе по сообщениям Ибн Хордадбеха, в Беджи, Бискре, Тлемсене и Ниффисе по сообщениям аль-Бакри, в Гафсе и Монастире по сообщениям аль-Идриси. Последний описывает, как люди в Гафсе «берберизированы, и большинство из них говорят на африканской латыни», он также сообщил о сохранении традиции римских терм в Таузере (ولها في وسطها العين المسماة بالطرميد.).
В своём стремлении приобрести африканское королевство в XII веке норманны получили помощь от оставшегося христианского населения Туниса, и некоторые лингвисты, такие как Вермондо Бруннателли, утверждают, что эти христиане говорили на местной латыни в течение многих веков. Этот язык существовал до прихода арабов племени Бану Хиляль в XI веке, вероятно, до начала XIV века. Местная христианская община, в основном состоящая из рабов и закабалённого населения, вероятно какое-то время пользовалась властью сицилийцев. Епископ Махдийский Косма совершил поездку в Рим, чтобы получить легальный статус от папы Евгения III, а также в Палермо, чтобы посетить своего нового государя. Анонимный продолжатель трудов Сигеберта из Жамблу называет Косму вернувшимся в Африку «свободным человеком».
Когда в 1160 году Махдия пала от рук Альмохадов, Косма бежал в Палермо. Местные христиане сильно пострадали при правлении Альмохадов от их связи с сицилийцами. Местная Карфагенская церковь в Африке после этого редко упоминается в источниках. Несмотря на уничтожение Карфагенской церкви, местные христиане всё ещё были засвидетельствованы в XV веке, хотя они не были в общении с римским престолом. Современные учёные установили, что среди берберов Африки африканская латынь была связана с христианством, которое сохранилось в Северной Африке, по одним оценкам, до XIV века или даже до XV века, когда о нём всё ещё свидетельствовали, хоть оно и не было в общении с римским престолом. Ибн Халдун писал о существовании в XIV веке местной христианской общины в деревнях региона Нафзава на юге Туниса, к юго-западу от Таузара. Они платили джизью, и среди них было несколько человек франкского происхождения. Христиане продолжали жить в Тунисе до начала XV века, и «в первой четверти XV-го века мы даже читали, что коренные христиане Туниса, хотя и были сильно ассимилированы, расширили свою церковь, возможно, потому, что последние них собрались там как гонимые христиане со всего Магриба».
Окончательные свидетельства об афро-римлянах и африканской латыни относятся к периоду эпохи Возрождения. Итальянский гуманист XV века Паоло Помпилио cделал наиболее важные замечания об этом языке и его особенностях, сообщая, что каталонский торговец по имени Риария, проживший в Северной Африке тридцать лет, рассказал ему, что жители деревень в горном регионе Орес «говорят на почти нетронутой латыни, когда латинские слова искажаются, они приобретают звучание и особенности сардинского языка». Географ и дипломат XVI века Лев Африканский также сообщал, что североафриканцы сохранили свой собственный язык после исламского завоевания, который он называет «итальянским», что и было той самой африканской латынью. Согласно свидетельству Мауля Ахмада, африканская латынь, вероятно, сохранилась в Таузаре (к югу от Гафсы, Тунис) до начала XVIII века. В 1709 году Ахмад писал, что «жители  Таузара это остатки христиан, которые когда-то жили в Ифрикии, до арабского завоевания». Это было последнее упоминание об этом языке и народе, на данный момент точно не представляется возможным узнать, какие в итоге причины повлияли на исчезновение этого народа.
Полной исламизации Магриба наряду с полной арабизацией неберберского населения способствовали следующие факторы:
- всё ещё существовавший пунический язык из такой же семитский группы языков, что и арабский, обусловив быстрий переход на новый язык[23]
- сохраняющиеся общины донатистов, чьи мученические и теократические требования, а также неприятие греко-римской цивилизации были удовлетворены исламом[24]
- сохраняющиеся арианские общины, чьи требования тринитаризма были выполнены исламом
- раздробленность и организационая слабость Церкви в Африке, которая также была частично заметна внешнему миру[25]
- активное содействие арабизации и исламизации со стороны новых властей любыми способами.

## Характеристика
Добровольное принятие римского гражданства представителями правящего класса в африканских городах породило таких афро-римлян, как комического поэта Теренция, ритора Фронтона из Цирты, юриста Сальвия Юлиана из Гадрумета, романиста Апулея из Мадавра, императора Септимия Севера из Лептис-Магна, христиан Тертуллиана и Киприана из Карфагена, Арнобия из Сикки и его ученика Лактанция, святого Аврелия Августина из Тагаста, эпиграмматиста и философа Луксория из вандальского Карфагена, а может быть, и биографа Светония, и поэта Драконция.Пол МакКендрик

## Цитаты
1. ↑  араб. "وأهلها متبربرون وأكثرهم يتكلّم باللسان اللطيني الإفريقي"‎
wa-ahluhum mutabarbirūn wa-aktharuhum yatakallam bil-lisān al-laṭīnī al-ifrīqī[16]
2. ↑  фр. "les gens de Touzeur sont un reste des chrétiens qui étaient autrefois en Afrik’ïa, avant que les musulmans en fissent la conquête" [4]